# Gieorgij Palcew
Gieorgij Nikołajewicz Palcew (ros. Георгий Николаевич Пальцев, ur. 6 maja 1906 we wsi Martynowskoje w guberni moskiewskiej, zm. 6 listopada 1964 w Moskwie) – radziecki polityk, przewodniczący Komitetu Wykonawczego Moskiewskiej Rady Obwodowej (1938-1940).
1924-1928 sekretarz komórki i wiejskiego komitetu Komsomołu, kierownik wydziału propagandy i agitacji powiatowego komitetu Komsomołu w Bronnicach, w 1927 wstąpił do WKP(b). Od 1929 kierownik wydziału propagandy i agitacji powiatowego komitetu wykonawczego w Bronnicach, przewodniczący partyjnego komitetu fabrycznego w fabryce "Krasnoje Znamia" w obwodzie moskiewskim, 1932-1935 sekretarz partyjnego komitetu fabrycznego w fabryce tkacko-przędzalniczej w obwodzie moskiewskim, później I sekretarz i II sekretarz rejonowego komitetu WKP(b) w Ramienskoje. Od 11 grudnia 1938 do 8 stycznia 1940 przewodniczący Komitetu Wykonawczego Moskiewskiej Rady Obwodowej, od 21 marca 1939 do 30 stycznia 1947 zastępca członka KC WKP(b). Od 11 stycznia 1940 do kwietnia 1944 I sekretarz Komitetu Obwodowego WKP(b) w Iwanowie, a od sierpnia 1944 do stycznia 1947 I sekretarz Komitetu Obwodowego WKP(b) we Włodzimierzu. Deputowany do Rady Najwyższej ZSRR 2 kadencji. Pochowany na cmentarzu Nowodziewiczym.

## Odznaczenia
- Order Lenina (dwukrotnie, m.in. 13 lutego 1939)
- Order Wojny Ojczyźnianej I klasy
- Order Czerwonego Sztandaru Pracy